# José María Figaredo
José María Figaredo Álvarez-Sala (Gijón, 26 de setembro de 1988) é advogado, político espanhol e economista, formado pela Universidade Pontificia de Comillas. Atualmente desempenha as funções de deputado no Congresso dos deputados do Reino de Espanha, secretário-geral do grupo parlamentar e no partido é o secretário nacional adjunto para as Relações com o Congresso, sendo o responsável por vincular as iniciativas do Grupo Parlamentar com as decisões no partido no Congresso e no Senado.

## Biografia
José María Figaredo nasceu em Gijón em 1988 , onde viveu e estudou. Licenciou-se em Direito em 2011 e em Administração e Gestão de Empresas (ADE) em 2012 na Universidade de Oviedo. Entrou na política devido à crise na Espanha com o ETA, seguiu as opiniões de Santiago Abascal e Alejo Vidal-Quadras e, quando o Vox surgiu em 2013, decidiu ingressar nas Astúrias.
Em 2019, foi anunciada a convocação de eleições gerais para abril de 2019, onde seguiu como cabeça de lista pelo círculo eleitoral das Astúrias. Nas eleições gerais da Espanha em abril de 2019, foi eleito deputado. No Congresso dos Deputados, é membro da Deputação Permanente, da Comissão de Justiça e da Comissão de Economia e Negócios. Tendo sido o porta-voz da Comissão de Finanças e da Comissão de Orçamento.

Com as as novas eleições gerais de novembro de 2019, foi também eleito novamente deputado no Congresso dos Deputados.